# 시마즈 나리아키라
시마즈 나리아키라(일본어: 島津斉彬, 분카 6년 ~ 안세이 5년)는 에도 시대 후기부터 막말까지의 도자마 다이묘이자 사쓰마번(현 일본 가고시마현)의 제11대 번주 (재임：1851년 ~ 1858년))이다. 시마즈 가문의 제28대 당주. 사쓰마 번의 부국강병을 성공시킨 명군으로 평가받았다. 막말사현후 중 한명. 사이고 다카모리를 비롯한 막말의 인재를 길러낸 인물이기도 하다.

## 성장과정 및 오유라 소동
1809년 3월 14일 시마즈 나리오키의 장남으로 사쓰마 번주의 에도 저택에서 태어났다. 당시 현명한 부인으로 유명했던 어머니 가네코(周子)는 당시로는 드물게 나리아키라를 비롯한 3명의 아이를 유모에게 맡기지 않고 직접 양육하였다. 제8대 번주인 증조부 시마즈 시게히데의 영향을 받아 난학에 흥미를 가지게 된다. 이것이 주위의 눈에는 서양문물에 집착하는 것으로 보여 얄궂게도 사쓰마번의 내분 원인 중 하나가 되었다.
나리아키라가 영주가 되면 시게히데처럼 사치를 하여 번재정이 더욱 곤궁하게 될 것이 염려된 나리오키는 나리아키라가 40살이 넘도록 후계자로 삼지 않았다. 그리하여, 가신(家臣)의 우두머리였던 즈쇼 소사에몬 히로사토와 나리오키의 측실인 오유라노가타 등은 나리아키라의 이복동생 시마즈 히사미쓰의 옹립을 획책했다. 나리아키라의 측근들은 히사미쓰와 유라의 암살계획을 세웠지만, 정보가 사전에 누설되어 주모자 13명은 할복 자살, 그들과 연좌된 약 50명이 낙향 및 근신에 처해졌고, 그 중 4사람이 필사적으로 탈출하며 시게히데의 13번 째 아들로 후쿠오카번에 데릴사위로 들어가 번주 자리에 오른 구로다 나가히로에게 도움을 청했다. 나가히로의 중재로 나리아키라와 친분이 있던 노중(老中) 아베 마사히로, 우와지마번주인 다테 무네나리, 후쿠이번주 마쓰다이라 요시나가 등이 사태수습에 노력했다. 이렇게 하여 1851년 2월에 나리오키가 물러나고, 나리아키라가 제11대 사쓰마 번주로 취임했던 것이다. 이러한 시마즈 가문의 내분을 오유라 소동으로 부르고 있다.

## 번주 취임 이후
영주로 취임하자마자, 번의 부국강병을 위해 서양식 조선(造船), 반사로 및 용광로의 건설, 지뢰, 수뢰, 유리, 가스 등의 제조를 비롯한 서양식 공업을 일으켰다. 도사번 출신으로 미국으로 표류했다가 귀국한 나카하마 만지로(존 만지로)를 불러들여 인세이 원년(1854년)에 서양식 군함인 쇼헤이마루(昇平丸)를 건조해 도쿠가와 막부에 헌상하였다. 그때 일장기를 일본배에 걸어야 한다고 막부에 제안하여 그 해에 막부에서 이를 정식으로 받아들였다. 이후, 일장기는 일본의 국기가 된다. 범선용 범포를 자급하기 위해 면포 방직 사업을 일으켰다. 또, 하급무사 출신의 의사인 사이고 다카모리, 오쿠보 도시미치를 등용하여 그들을 통해 막부의 정치에 관여하기도 한다.
나리아키라는 마쓰다이라 요시나가(후쿠이 번주), 다테 무네나리(우와지마 번주), 야마우치 요도(도사 번주), 도쿠가와 나리아키(미토번주), 도쿠가와 요시카쓰(오와리번주)등과 함께 영주가 되기전부터 교류를 하고 있었다. 나리아키라는 그들과 함께 막부의 정치에도 적극적으로 참여하여 로주 마사히로에게 막부에 의한 정치개혁을 호소했다. 특히 미국의 페리 함대가 나타난 이후의 난국을 타개하려면 공무합체의 길 이외에는 방법이 없다고 주장했다. 또, 1853년 11월에 양녀인 덴쇼인과 함께, 현재의 일련정종 총본산인 다이세키지에 귀의했다.
1857년년 로주 마사히로의 사망 이후 1858년 다이로가 된 이이 나오스케와 쇼군의 후계자 문제로 정면대립하였다. 제13대 쇼군인 도쿠가와 이에사다는 병약하고 자식이 없었기 때문에 무네나리 외 4명의 영주와 전 미토 번주인 도쿠가와 나리아키 등은 차기 쇼군에 히토쓰바시 요시노부(후의 도쿠가와 요시노부)를 옹립하기 위해 덴쇼인을 고노에(近衛) 가문의 양녀로 보낸 후 이에사다의 정실부인으로 시집보내는 등의 활동을 하였다. 이이 나오스케는 이에 대항하여 기슈번주 도쿠가와 요시토미를 내세웠고 다이로의 지위를 이용해 강권을 발동해 반대파를 탄압한 안세이 대옥 사건을 일으킨다. 그 결과, 도쿠가와 요시토미가 제14대 쇼군 도쿠가와 이에모치로 등극하여 나리아키라 등은 후계자 다툼에서 패배하게 된다.

## 최후
나리아키라는 이에모치의 승계에 항의하기 위해 병사 5000와 함께 상경할 예정이었으나, 1858년 7월 8일 가고시마성에서 출병을 위한 연병 관람 중 발병하여 7월 16일 콜레라로 50세에 사망하였다. 그의 갑작스러운 죽음은 그의 적자가 모두 요절한 것으로 미루어 보아 그의 아버지인 나리오키나 동생 히사미쓰, 또는 그들의 지지자들의 음모 때문이라는 소문도 있었다.
나리아키라가 죽은 후 그의 유언에 따라 히사미쓰의 장남인 시마즈 다다요시가 뒤를 이었다.

## 인물·일화
- 나리아키라가 도입한 서양문물의 일부는 현재 상고 집성관(가고시마현)에 전시되어 있다. 그중에서도 유리공예가 특히 유명하여 사쓰마의 다홍색 유리는 다이묘 사이에서 선물로 주고받을 정도로 진귀하게 여겨졌다. 메이지 유신 이후 그 기술은 단절되어 그 당시의 작품은 희소가치를 지닌 골동품으로 높은 평가를 받고 있다. 최근에 기술을 복원하는 데 성공하여 현재 사쓰마 기리코(薩摩切子)라는 이름으로 생산되고 있다.
- 당시의 다이묘 중에서 가장 먼저 사진을 찍은 인물이라고 한다. 또 촬영 기술 자체에도 관심을 갖고 성의 사진을 직접 찍어보는 등 왕성한 호기심을 보였다고 한다. 그가 촬영한 사진은 당시 기술을 감안한다면 양호한 수준이었다고 할 수 있다.
- 마쓰다이라 요시나가(후쿠이번주), 야마우치 요도(도사번주), 다테 무네나리(우와지마번주) 등과 함께 막말사현후라고 칭해졌다.
- 일본 국기인 일장기의 게양을 처음으로 제안한 사람이라고 한다.
- 사이고 다카모리를 비롯한 유신 지사들에게 존경을 받아 그의 뒤를 따라 죽으려는 이가 있었을 정도이다. 메이지 시대를 이끌 인재를 길러낸 것도 그의 공적이라 할 수 있다.
- 딸인 덴쇼인과 함께 시즈오카현의 다이세키지(일련정종총본산)에 시주를 하기도 했지만, 그 교리를 진심으로 따랐는지는 연구의 여지를 남기고 있다.

## 계보
- 아버지 : 시마즈 나리오키 (1791년 - 1859년)
- 어머니 : 이요히메 (1792년 - 1824년) - 카네코, 켄쇼인, 이케다 하루미치의 딸
- 동복형제
  - 이케다 나리토시
  - 코우히메 - 야마우치 토요테루의 정실
  - 모로노스케 - 분카 14년 (1817년) - 분세이 2년 (1819년). 시마즈 히사미츠와 같은 해에 태어남.
  - 진노스케 - 분세이 2년 (1819년) - 분세이 3년 (1820년)
- 처자식
  - 정실 : 에이쥬인 - 히사히메, 히토츠바시 도쿠가와 나리아츠의 딸
    - 장남 : 키쿠사부로 - 분세이 12년 8월 3일 (1829년 8월 31일) - 같은 해 9월 11일 (같은 해 10월 8일)

  - 측실 : 사카이 타다에의 딸
    - 장녀 : 스미히메 - 덴포 8년 8월 1일 (1837년 8월 31일) - 덴포 11년 8월 6일 (1840년 9월 1일)
    - 차녀 : 쿠니히메 - 덴포 9년 11월 24일 (1839년 1월 9일) - 덴포 11년 5월 23일 (1840년 6월 22일)

  - 측실 : 田宮安知의 딸
    - 3남 : 세이노신 - 고카 4년 11월 29일 (1848년 1월 5일) - 가에이 3년 10월 4일 (1850년 11월 7일)
    - 5남 : 토라쥬마루 (우츠지로) - 가에이 2년 윤4월 2일 (1849년 5월 23일) - 가에이 7년 윤7월 24일 (1854년 9월 16일). 법호 "각법원(覚法院)", 코노에 타다히로의 딸인 노부키미의 약혼자

  - 측실 : 이쥬인 스마 (1821년 - 1870년) - 이쥬인 카네즈네의 양녀
    - 4남 : 아츠노스케 - 가에이 원년 11월 23일 (1848년 12월 18일) - 가에이 2년 6월 20일 (1849년 8월 8일)
    - 3녀 : 테루히메 (테루코) - 가에이 4년 1월 16일 (1851년 2월 16일) - 메이지 2년 3월 24일 (1869년 5월 5일). 시마즈 타다요시의 정실
    - 4녀 : 시마즈 노리코 - 노리히메, 가에이 5년 5월 27일 (1852년 7월 14일) - 메이지 36년 (1903년) 12월 28일. 시마즈 우즈히코의 부인
    - 5녀 : 시마즈 이즈코 - 이즈히메, 가에이 6년 10월 30일 (1853년 11월 30일) - 메이지 12년 (1879년) 5월 24일. 시마즈 타다요시의 후처.
    - 6남 : 테츠마루 - 안세이 4년 9월 9일 (1857년 10월 26일) - 안세이 6년 1월 2일 (1859년 2월 4일)

  - 측실 : 하타모토 요코세 카츠키의 딸
    - 차남 : 간노스케 - 고카 2년 7월 28일 (1845년 8월 30일) - 가에이 원년 5월 7일 (1848년 6월 7일)

  - 양자
    - 남자 : 시마즈 타다요시 (1840년 - 1897년) - 시마즈 히사미츠의 장남
    - 여자 : 덴쇼인 (1836년 - 1883년) - 아츠히메, 도쿠가와 이에사다의 정실, 시마즈 타다타케의 장녀
    - 여자 : 사다히메 - 미츠코, 코노에 타다후사의 정실, 시마즈 히사나가의 딸

다수의 자녀 중, 성인이 된 것은 스마와의 사이의 딸 3명뿐으로, 전원이 동생 히사미츠의 아들의 아내가 되었다. 더욱이, 양사자 타다요시에게 시집간 딸 2명은 모두 난산으로 사망하여, 무사히 성인까지 자식이 자라고 자신도 목숨을 부지한 것은 노리히메 단 한명뿐이었다. 나리아키라의 핏줄은 6남 테츠마루가 3세의 나이로 요절함에 따라, 남계 후손은 끊겼고, 노리히메를 통해 여계는 시미즈 가문의 여러 분가 등으로 이어졌다. 나리아키라의 어머니 이요히메 (카네코)는 돗토리번주 이케다 하루미치와 센다이번주 다테 시게무라의 딸 이쿠히메와의 자식이며, 오다 노부나가, 도쿠가와 이에야스, 다테 마사무네, 모리 모토나리의 피를 잇고 있다.

## 같이 보기
- 안세이 대옥
- 센간엔